# Hypena eugrapha
Hypena eugrapha är en fjärilsart som beskrevs av Fletcher 1963. Hypena eugrapha ingår i släktet Hypena och familjen nattflyn. Inga underarter finns listade i Catalogue of Life.